# Zapad-81
Pour les articles homonymes, voir Západ (homonymie).
Zapad-81 (Ouest-81) est le plus grand exercice militaire jamais organisé par le Pacte de Varsovie Il s'est déroulé du 4 au 12 septembre 1981 en Biélorussie, non loin de la frontière polonaise, dans les républiques baltes, en Ukraine (tous ces pays étaient alors des républiques de l'Union soviétique) ainsi qu'en mer Baltique. 100 000 hommes y furent engagés dont une forte proportion de troupes aéroportées.

## Implication politique
L'organisation par le pouvoir soviétique de telles manœuvres militaires tout près de la République populaire de Pologne visait aussi à montrer aux dirigeants communistes polonais que l'Union soviétique était prête à envahir leur pays en cas d'aggravation de la crise polonaise ou de trop fortes concessions faites au syndicat Solidarność. Le général Jaruzelski, ministre polonais de la Défense devient le chef de l'État et du Parti communiste polonais peu de temps après et proclamera la loi martiale.    